# Erik Menneskesøn-serien
Erik Menneskesøn-serien er fire romaner skrevet af den danske forfatter Lars-Henrik Olsen. Serien består af bøgerne Erik Menneskesøn (1986), Kampen om sværdet (1991), Kvasers blod (1996) og Gudernes Skæbne (2006).
Romanerne handler om drengen Erik, der lever i moderne tid, som bliver hentet til gudernes verden Asgård, hvor han møder guder som Thor og Odin samt jætter som Udgårdsloke. Romanerne genfortæller mange af historierne fra den Nordiske mytologi.
Den første bog i serien Erik Menneskesøn, (på engelsk Erik and the Gods), er ved at blive filmatiseret af Tvede Film under ledelse af den danske instruktør og manuskriptforfatter Edith Tvede Byg-Fabritius.

## Handling
I Erik Menneskesøn bliver den 13-årige Erik hentet til Asgård for at hjælpe med at befri Idun fra Jætterne. Han kommer på sin rejse igennem både Hel og Jotunheim. Med sig har han Thors datter Trud, som han forelsker sig i.
Kampen om Sværdet foregår på Læsø, hvor Erik er på ferie med sin kæreste Marie fra sin skoleklasse. Her finder han sværdet Gram. Jætterne forsøger at få fat i sværdet og Odin kommer i forklædning for at hjælpe med at beskytte sværdet.
I Kvasers Blod bliver Erik endnu en gang hevet ind i gudernes verden. Denne gang er det dog jætterne, der vil have hjælp af Erik. Udgårdsloke prøver at få Erik til at se tingene fra jætternes side og sammen med Suttungs datter Gunlød forsøger Erik at få Skjaldemjøden tilbage fra Guderne.
Det sidste bind, Gudernes Skæbne, handler om Ragnarok, som bogstaveligtalt betyder "Gudernes Skæbne". På en ferie på Island oplever Erik et jordskælv og en flodbølge slår ham ud. Da han vågner er han nok en gang endt i Asgård. Her hærger jætterne og alt tyder på at ragnarok er i gang.

## Modtagelse
Serien er generelt blevet godt modtaget. Navnlig den første bog, Erik Menneskesøn, modtog Den Danske Boghandlermedhjælperforenings Børnebogspris i 1986. Kampen om Sværdet fik mindre gode anmeldelser, mens Kvasers Blod fik pæne anmeldelser.
Gudernes Skæbne, der først udkom ti år efter den oprindelige afslutning Kvasers Blod, modtog blandede anmeldelser.